# Circuito di Nogaro
Il Circuit Paul Armagnac è un circuito automobilistico nei pressi di un aeroporto vicino alla località di Nogaro, nel Sud-Ovest della Francia. Fu inaugurato il 3 ottobre 1960, con una gara della Formula Junior.
Ha ospitato per diverse stagioni il motomondiale nella sua tappa francese nonché la Formula 2. Attualmente ospita anche gare internazionali per camion. L'appuntamento più tradizionale è la Coppa di Pasqua, gara riservata a vetture sport.
Nel 1973, la pista venne allungata fino a 3120 m. Nel 1987 vi sarà un ulteriore miglioramento con l'ampliamento della pista, che verrà ulteriormente allungata nel 1989. Con una forma bislunga, è caratterizzato da due rettilinei collegati fra loro da due parti miste.
Nel luglio 2023 è stato l'arrivo della quarta tappa del Tour de France.